# Les Joyeux Troubadours
Pour le film allemand, voir Les Joyeux Troubadours (film).
Les Joyeux Troubadours était une émission radiophonique de la radio de Radio-Canada diffusée du 13 octobre 1941 au 2 septembre 1977. Elle est l'une des émissions de la société d'État qui a connu la plus grande longévité.
L'émission était consacrée à des chansons humoristiques ou sentimentales, des pièces musicales ainsi que divers numéros de comédie. L'émission de divertissement était plus ou moins une adaptation en français de The Happy Gang (en), du réseau anglais de la Société Radio-Canada, qui avait débuté en 1937. 
L'émission était en ondes du lundi au vendredi à 11 h 30, pendant trente minutes. Elle réunissait une imposante équipe de comédiens, de chanteurs et de musiciens. 
La formule de l'émission a peu varié au cours des années. Elle débute par des bruits de coups frappés à la porte – toc-toc-toc –, une voix, de l'intérieur, demande : « Qui est là? », et toute l'équipe répond : « Les Joyeux Troubadours », puis la voix enchaîne : « Mais entrez, voyons ! », et l'équipe reprend, avec emphase sur la deuxième syllabe: "Entroooons...."
La chanson d'ouverture était la suivante : 
"Tous les jours de la semaine, les joyeux troubadours, sont très fiers de leur veine et rigolent toujours;
Ce sont des philosophes, qui au lieu de s' affoler, devant une catastrophe, se mettent a répéter: 
Ne jamais croire, toutes ces histoires; c'est comme ça qu'on est heureux! 
Aimer la vie, et ses folies, c'est comme ça qu'on est heureux! Faire un sourire, quand tout chavire, c'est comme ça qu'on est heureux! 
Et trouver, le ciel bleu, quand il tonne et quand il pleut, oui c'est comme ça qu'on est heureux!"

## Histoire
En 1967, l’émission est diffusée tout l'été à partir du site de l'Exposition universelle de Montréal (aujourd'hui le Parc Jean-Drapeau).
En 1977, la fin de l'émission entraîne l'une des plus fortes participations d'auditeurs à la tribune téléphonique consacrée au sujet par l'émission Présent à l'écoute.

## Artisans
L'émission a accueilli plusieurs artistes au cours de sa longue histoire. À la première saison, l'équipe était composée d'Henri Letondal (scripteur et animateur), Paul Charpentier (chanteur), Émilia Heyman (chanteuse et accordéoniste), Lucie Laporte (annonceure), Raymond Denhez (chef d'orchestre trompettiste) et des musiciens Georges Vincent (guitariste), Séverin Moisse (pianiste), Eddie Tremblay (cuivre) et Lucien Martin (violoniste). Avec les années, de nombreux artistes et musiciens ont participé aux Joyeux Troubadours, dont Robert L'Herbier (1942-1948), Rolande Désormeaux (1944-1948), la chanteuse Lise Roy (à partir de 1942), l'accordéoniste Saturno Gentiletti  et le comédien Clément Latour, qui fut un collaborateur actif. La dernière équipe met en vedette Gérard Paradis, Estelle Caron et Jean-Maurice Bailly. Les textes signés André Rufiange étaient accompagnés par les musiciens, sous la direction de Lionel Renaud. 
La direction de l'émission fut assurée tour à tour par les réalisateurs Paul-Émile Corbeil (1941-1953), François Brunet (1953-1957), Paul L'Anglais et Pauline Goyette-Whiting.